# Miklós Gelbai
Miklós Gelbai (także Gelb, ur. 23 grudnia 1909 w Kecskemét, zm. 29 sierpnia 1973 w Los Angeles) – węgierski bokser, brązowy medalista Mistrzostw Europy z roku 1927, olimpijczyk z Amsterdamu z roku 1928.
Na Igrzyskach Olimpijskich 1928 reprezentował Królestwo Węgierskie, rywalizując w kategorii piórkowej. Przegrał swoją pierwszą walkę z Brytyjczykiem Fredem Perrym.